# Gagnebina pterocarpa
Gagnebina pterocarpa là một loài thực vật có hoa trong họ Đậu. Loài này được (Lam.) Baill. miêu tả khoa học đầu tiên.

## Hình ảnh

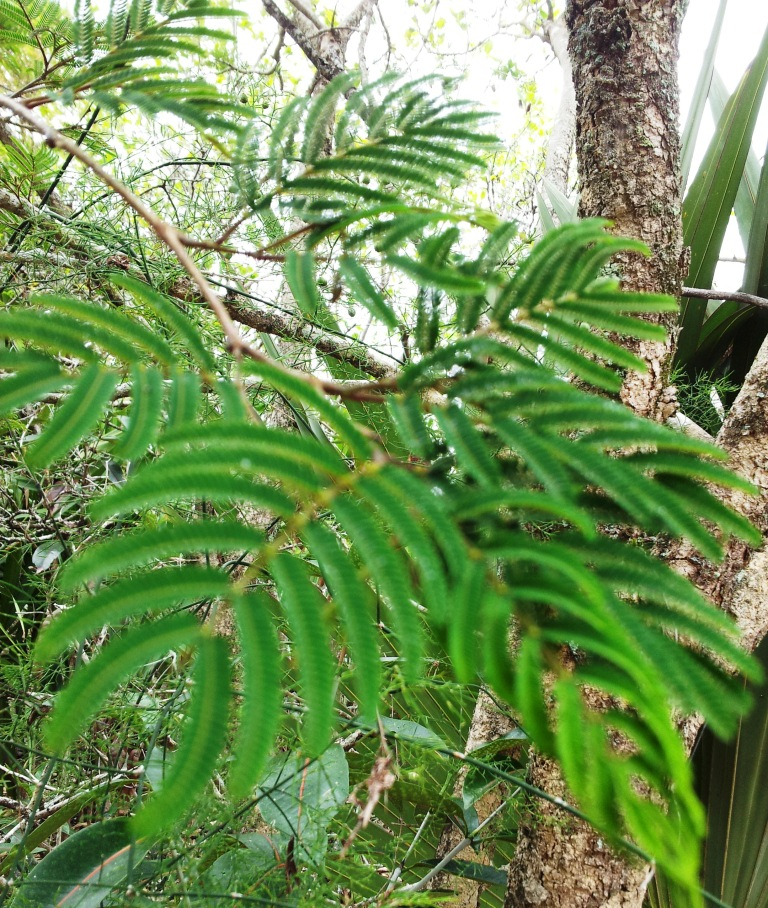
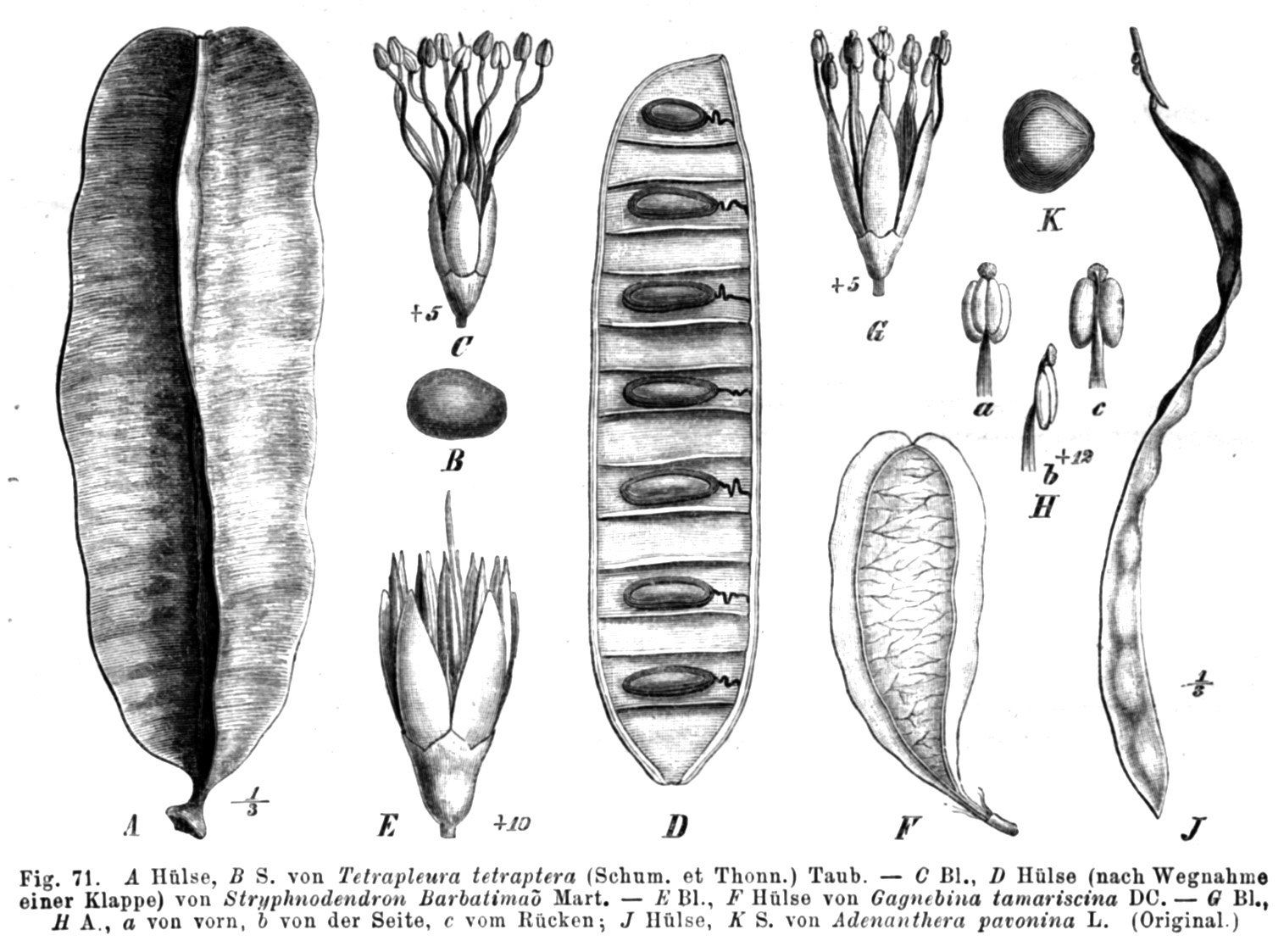